# Avivastadion
Het Avivastadion is een stadion in de Ierse hoofdstad Dublin. De capaciteit van het stadion bedraagt 50.000 toeschouwers. Het Avivastadion vervangt het Lansdowne Road-stadion, dat in 2007 werd afgebroken. Het is vernoemd naar verzekeringsmaatschappij Aviva, dat tevens als sponsor fungeert. De bouw van het stadion startte in 2007 en op 14 mei 2010 werd het stadion geopend door Brian Cowen. Het stadion is ontworpen door Populous-architecten en Scott Tallon Walker.
Het stadion fungeert als thuisbasis voor onder meer het nationale rugbyteam van Ierland. Ook het Iers voetbalelftal speelt hier geregeld wedstrijden. Elk jaar zal de FAI Cup-finale in het stadion gespeeld worden. Ook de finales van de UEFA Europa League 2010/11 en de UEFA Europa League 2023/24 vonden plaats in het Avivastadion. Daarnaast wordt het stadion gebruikt voor concerten.
Het Avivastadion in Dublin zou een van de 12 stadions zijn waar het uitgestelde Europees kampioenschap voetbal 2020 wordt gehouden. Vanwege Covid-maatregelen kon het toelaten van publiek niet worden gegarandeerd door de overheid. Zodoende heeft de UEFA alle vier wedstrijden verplaatst naar Sint Petersburg, Rusland. Als erkenning voor de inspanningen en investeringen voor de organisatie van het EK 2020, liet de UEFA de UEFA Europa Leaguefinale van 2024 tussen Atalanta Bergamo en Bayer Leverkusen spelen in het Avivastadion.

## Interlands
| 1                               | 11 augustus 2010  | Ierland – Argentinië       | 0 – 1 | Vriendschappelijk        | 45.500 |
| 2                               | 7 september 2010  | Ierland – Andorra          | 3 – 1 | Kwalificatie EK 2012     | 40.283 |
| 3                               | 8 oktober 2010    | Ierland – Rusland          | 2 – 3 | Kwalificatie EK 2012     | 50.411 |
| 4                               | 17 november 2010  | Ierland – Noorwegen        | 1 – 2 | Vriendschappelijk        | 30.068 |
| 5                               | 8 februari 2011   | Ierland – Wales            | 3 – 0 | Carling 2011 Nations Cup | 19.783 |
| 6                               | 9 februari 2011   | Noord-Ierland – Schotland  | 0 – 3 | Carling 2011 Nations Cup | 18.742 |
| 7                               | 26 maart 2011     | Ierland – Macedonië        | 3 – 1 | Kwalificatie EK 2012     | 33.200 |
| 8                               | 29 maart 2011     | Ierland – Uruguay          | 2 – 3 | Vriendschappelijk        | 25.611 |
| 9                               | 24 mei 2011       | Ierland – Noord-Ierland    | 5 – 0 | Carling 2011 Nations Cup | 15.092 |
| 10                              | 25 mei 2011       | Schotland – Wales          | 3 – 1 | Carling 2011 Nations Cup | 6.036  |
| 11                              | 27 mei 2011       | Noord-Ierland – Wales      | 0 – 2 | Carling 2011 Nations Cup | 529    |
| 12                              | 29 mei 2011       | Ierland – Schotland        | 1 – 0 | Carling 2011 Nations Cup | 17.694 |
| 13                              | 10 augustus 2011  | Ierland – Kroatië          | 0 – 0 | Vriendschappelijk        | 20.179 |
| 14                              | 2 september 2011  | Ierland – Slowakije        | 0 – 0 | Kwalificatie EK 2012     | 35.480 |
| 15                              | 11 oktober 2011   | Ierland – Armenië          | 2 – 1 | Kwalificatie EK 2012     | 45.200 |
| 16                              | 15 november 2011  | Ierland – Estland          | 1 – 1 | Kwalificatie EK 2012     | 51.151 |
| 17                              | 29 februari 2012  | Ierland – Tsjechië         | 1 – 1 | Vriendschappelijk        | 37.741 |
| 18                              | 26 mei 2012       | Ierland – Bosnië en Herz.  | 1 – 0 | Vriendschappelijk        | 37.100 |
| 19                              | 12 oktober 2012   | Ierland – Duitsland        | 1 – 6 | Kwalificatie WK 2014     | 49.850 |
| 20                              | 14 november 2012  | Ierland – Griekenland      | 0 – 1 | Vriendschappelijk        | 16.256 |
| 21                              | 6 februari 2013   | Ierland – Polen            | 2 – 0 | Vriendschappelijk        | 43.112 |
| 22                              | 26 maart 2013     | Ierland – Oostenrijk       | 2 – 2 | Kwalificatie WK 2014     | 36.100 |
| 23                              | 2 juni 2013       | Ierland – Georgië          | 4 – 0 | Vriendschappelijk        | 20.100 |
| 24                              | 7 juni 2013       | Ierland – Faeröer          | 3 – 0 | Kwalificatie WK 2014     | 30.805 |
| 25                              | 6 september 2013  | Ierland – Zweden           | 1 – 2 | Kwalificatie WK 2014     | 49.500 |
| 26                              | 15 oktober 2013   | Ierland – Kazachstan       | 3 – 1 | Kwalificatie WK 2014     | 21.700 |
| 27                              | 15 november 2013  | Ierland – Letland          | 3 – 0 | Vriendschappelijk        | 37.100 |
| 28                              | 5 maart 2014      | Ierland – Servië           | 1 – 2 | Vriendschappelijk        | 37.243 |
| 29                              | 25 mei 2014       | Ierland – Turkije          | 1 – 2 | Vriendschappelijk        | 25.191 |
| 30                              | 3 september 2014  | Ierland – Oman             | 2 – 0 | Vriendschappelijk        | 14.376 |
| 31                              | 11 oktober 2014   | Ierland – Gibraltar        | 7 – 0 | Kwalificatie EK 2016     | 35.123 |
| 32                              | 18 november 2014  | Ierland – Verenigde Staten | 4 – 1 | Vriendschappelijk        | 33.332 |
| 33                              | 29 maart 2015     | Ierland – Polen            | 1 – 1 | Kwalificatie EK 2016     | 50.500 |
| 34                              | 7 juni 2015       | Ierland – Engeland         | 0 – 0 | Vriendschappelijk        | 43.486 |
| 35                              | 13 juni 2015      | Ierland – Schotland        | 1 – 1 | Kwalificatie EK 2016     | 49.063 |
| 36                              | 7 september 2015  | Ierland – Georgië          | 1 – 0 | Kwalificatie EK 2016     | 27.200 |
| 37                              | 8 oktober 2015    | Ierland – Duitsland        | 1 – 0 | Kwalificatie EK 2016     | 50.604 |
| 38                              | 16 november 2015  | Ierland – Bosnië en Herz.  | 2 – 0 | Kwalificatie EK 2016     | 51.000 |
| 39                              | 25 maart 2016     | Ierland – Zwitserland      | 1 – 0 | Vriendschappelijk        | 35.450 |
| 40                              | 29 maart 2016     | Ierland – Slowakije        | 2 – 2 | Vriendschappelijk        | 30.217 |
| 41                              | 27 mei 2016       | Ierland – Nederland        | 1 – 1 | Vriendschappelijk        | 42.500 |
| 42                              | 31 augustus 2016  | Ierland – Oman             | 4 – 0 | Vriendschappelijk        | 27.000 |
| 43                              | 6 oktober 2016    | Ierland – Georgië          | 1 – 0 | Kwalificatie WK 2018     | 39.793 |
| 44                              | 24 maart 2017     | Ierland – Wales            | 0 – 0 | Kwalificatie WK 2018     | 51.700 |
| 45                              | 28 maart 2017     | Ierland – IJsland          | 0 – 1 | Vriendschappelijk        | 37.241 |
| 46                              | 4 juni 2017       | Ierland – Uruguay          | 3 – 1 | Vriendschappelijk        | 27.193 |
| 47                              | 11 juni 2017      | Ierland – Oostenrijk       | 1 – 1 | Kwalificatie WK 2018     | 51.700 |
| 48                              | 5 september 2017  | Ierland – Servië           | 0 – 1 | Kwalificatie WK 2018     | 50.153 |
| 49                              | 6 oktober 2017    | Ierland – Moldavië         | 2 – 0 | Kwalificatie WK 2018     | 50.560 |
| 50                              | 14 november 2017  | Ierland – Denemarken       | 1 – 5 | Kwalificatie WK 2018     | 51.700 |
| 51                              | 2 juni 2018       | Ierland – Verenigde Staten | 2 – 1 | Vriendschappelijk        | 32.300 |
| 52                              | 13 oktober 2018   | Ierland – Denemarken       | 0 – 0 | UEFA Nations League      | 41.220 |
| 53                              | 16 oktober 2018   | Ierland – Wales            | 0 – 1 | UEFA Nations League      | 38.321 |
| 54                              | 15 november 2018  | Ierland – Noord-Ierland    | 0 – 0 | Vriendschappelijk        | 31.241 |
| 55                              | 26 maart 2019     | Ierland – Georgië          | 1 – 0 | Kwalificatie EK 2020     | 40.317 |
| 56                              | 10 juni 2019      | Ierland – Gibraltar        | 2 – 0 | Kwalificatie EK 2020     | 36.281 |
| 57                              | 5 september 2019  | Ierland – Zwitserland      | 1 – 1 | Kwalificatie EK 2020     | 44.111 |
| 58                              | 10 september 2019 | Ierland – Bulgarije        | 3 – 1 | Vriendschappelijk        | 18.259 |
| 59                              | 14 november 2019  | Ierland – Nieuw-Zeeland    | 3 – 1 | Vriendschappelijk        | 18.728 |
| 60                              | 18 november 2019  | Ierland – Denemarken       | 1 – 1 | Kwalificatie EK 2020     | 51.700 |
| 61                              | 6 september 2020  | Ierland – Finland          | 0 – 1 | UEFA Nations League      | 0      |
| 62                              | 11 oktober 2020   | Ierland – Wales            | 0 – 0 | UEFA Nations League      | 0      |
| 63                              | 18 november 2020  | Ierland − Bulgarije        | 0 − 0 | UEFA Nations League      | 0      |
| 64                              | 27 maart 2021     | Ierland − Luxemburg        | 0 − 1 | Kwalificatie WK 2022     | 0      |
| 65                              | 4 september 2021  | Ierland − Azerbeidzjan     | 1 − 1 | Kwalificatie WK 2022     | 21.287 |
| 66                              | 7 september 2021  | Ierland − Servië           | 1 − 1 | Kwalificatie WK 2022     | 25.415 |
| 67                              | 12 oktober 2021   | Ierland − Qatar            | 4 − 0 | Vriendschappelijk        | 25.749 |
| 68                              | 11 november 2021  | Ierland − Portugal         | 0 − 0 | Kwalificatie WK 2022     | 50.373 |
| 69                              | 26 maart 2022     | Ierland − België           | 2 − 2 | Vriendschappelijk        | 48.808 |
| 70                              | 29 maart 2022     | Ierland − Litouwen         | 1 − 0 | Vriendschappelijk        | 30.686 |
| 71                              | 8 juni 2022       | Ierland − Oekraïne         | 0 − 1 | UEFA Nations League      | 40.111 |
| 72                              | 11 juni 2022      | Ierland − Schotland        | 3 − 0 | UEFA Nations League      | 46.927 |
| 73                              | 27 september 2022 | Ierland − Armenië          | 3 − 2 | UEFA Nations League      | 41.719 |
| 74                              | 17 november 2022  | Ierland − Noorwegen        | 1 − 2 | Vriendschappelijk        | 41.120 |
| 75                              | 22 maart 2023     | Ierland − Letland          | 3 − 2 | Vriendschappelijk        | 41.211 |
| 76                              | 27 maart 2023     | Ierland − Frankrijk        | 0 − 1 | Kwalificatie EK 2024     | 50.219 |
| 77                              | 19 juni 2023      | Ierland − Gibraltar        | 3 − 0 | Kwalificatie EK 2024     | 42.156 |
| 78                              | 10 september 2023 | Ierland − Nederland        | 1 − 2 | Kwalificatie EK 2024     | 49.807 |
| 79                              | 13 oktober 2023   | Ierland − Griekenland      | 0 − 2 | Kwalificatie EK 2024     | 41.239 |
| 80                              | 21 november 2023  | Ierland − Nieuw-Zeeland    | 1 − 1 | Vriendschappelijk        | 26.517 |
| 81                              | 23 maart 2024     | Ierland − België           | 0 − 0 | Vriendschappelijk        | 38.128 |
| 82                              | 26 maart 2024     | Ierland − Zwitserland      | 0 − 1 | Vriendschappelijk        | 35.742 |
| 83                              | 4 juni 2024       | Ierland − Hongarije        | 2 − 1 | Vriendschappelijk        | 29.424 |
| 84                              | 7 september 2024  | Ierland − Engeland         | 0 − 2 | UEFA Nations League      | 50.359 |
| 85                              | 10 september 2024 | Ierland − Griekenland      | 0 − 2 | UEFA Nations League      | 37.274 |
| Bijgewerkt op 17 september 2024 |                   |                            |       |                          |        |